# 范公興
范公興（越南语：／，？—1795年），原名范文興（越南语：／），西山朝將領。
范文興是太保范文參和護駕范彥的弟弟，也是阮惠妻子范氏蓮之兄。他很早便加入了西山起義軍。光中帝阮惠死後，他被封為太尉，獲得郡公頭銜，改名為范公興。新繼位的景盛帝阮光纘年幼，由由太師裴得宣、太尉范公興、中書令陳文紀、太子少保陳光耀、大司寇武文勇、上將軍阮文訓、工部尚書阮文名、大司馬吳文楚等並執朝政。阮光纘年幼徒事嬉遊，裴得宣經常陪他遊玩，因而獨專權柄，排擠陳文紀、武文勇出京。
1792年，舊阮的阮王阮福映包圍歸仁，歸仁朝廷的泰德帝阮岳遣使求救。范公興奉命同阮文訓、黎忠、吳文楚率步兵一萬七千人、象兵八十匹前去救援。阮福映得知後撤退。范公興旋即進入歸仁城，封鎖府庫。阮岳氣憤而死，其太子阮文寶獲封孝公。
1795年，太師裴得宣削武文勇兵權，召其自北河回京，派吳文楚前去替代他。武文勇和陳文紀回到富春，與范公興、阮文訓合謀誅殺裴得宣、吳文楚。圍攻延慶的陳光耀聞訊，回師富春（今順化），同武文勇對峙。武文勇委派范公興前去調停，雙方達成和解。不久，范公興病逝。
其次子范公治為光中帝阮惠的駙馬。